# Olbiogaster fulviventris
Olbiogaster fulviventris är en tvåvingeart som beskrevs av Edwards 1927. Olbiogaster fulviventris ingår i släktet Olbiogaster och familjen fönstermyggor.
Artens utbredningsområde är Sri Lanka. Inga underarter finns listade i Catalogue of Life.